# 妥布霉素
妥布霉素（tobramycin）也叫托普霉素，是一种氨基糖苷类抗生素，能用于治疗多种细菌感染，尤其是革兰氏阴性菌引起的感染。

## 作用机理
妥布霉素能够联结在30S和50S的联结位置，阻碍70S复合物的形成，使mRNA不能翻译成蛋白质，导致细胞死亡。

## 应用
因为口服不能被吸收，系统用药时只能肌肉注射或静脉注射。肺囊状纤维化患者吸入给药。眼部用药常与地塞米松联用，商品名常为典必殊，可为滴眼液或眼膏。

## 副作用
与其他氨基糖苷类抗生素类似，有耳毒性和肾毒性。因此在给药期间要密切关注药物的血药浓度和肾功能。